# Typhochrestus sylviae
Espèce
Typhochrestus sylviae est une espèce d'araignées aranéomorphes de la famille des Linyphiidae.

## Distribution
Cette espèce est endémique de Norvège.

## Description
La femelle holotype mesure 1,88 mm.

## Publication originale
- Hauge, 1968 : Typhochraestus sylviae sp.n. and Panamomops mengei Simon (Araneae) in Norway. Norsk entomologisk Tidsskrift, vol. 15, p. 65-69 (texte intégral).